# Carta straccia (album)
Carta straccia è il terzo album da solista del musicista italiano Alberto Radius, pubblicato dall'etichetta discografica CGD nel 1977.
Le musiche e gli arrangiamenti di tutti i brani sono dello stesso artista, mentre i testi sono firmati da Daniele Pace e Oscar Avogadro.

## Tracce

### Lato A
1. Ricette
2. Celebrai
3. Pensami
4. Carta straccia
5. Stai con me, sto con te

### Lato B
1. Nel ghetto
2. Quando il tempo sarà un prato
3. Un amore maledetto
4. Non ti ricorda il vento

## Formazione[1]
- Alberto Radius – voce, chitarra
- Tullio De Piscopo – batteria, percussioni
- Julius Farmer – basso
- Roberto Carlotto – tastiera
- Stefano Pulga – tastiera
- Franco Graniero – tastiera
- George Aghedo – congas
- Claudio Pascoli – sax